# Kalliapseudes bahanensis
Kalliapseudes bahanensis är en kräftdjursart som beskrevs av Jürgen Sieg 1982. Kalliapseudes bahanensis ingår i släktet Kalliapseudes och familjen Kalliapseudidae. Inga underarter finns listade i Catalogue of Life.